# 愛宕村 (山口県)
愛宕村（あたごそん）は、山口県玖珂郡にあった村。現在の岩国市中心部の南方一帯、錦川・門前川の河口右岸にあたる。

## 地理
- 海洋：安芸灘
- 河川：錦川、門前川

## 歴史
- 1889年（明治22年）4月1日 - 町村制の施行により、尾津村・門前村・牛野谷村の区域をもって発足。
- 1940年（昭和15年）4月1日 - 岩国町・麻里布町・川下村・灘村と合併して岩国市が発足。同日愛宕村廃止。

## 交通

### 鉄道路線
村域を鉄道省の柳井線（現・山陽本線）が通過したが、駅は所在しなかった。現在は旧村域に南岩国駅が所在するが、当時は未開業。